# Norbert Zeller
Norbert Zeller (* 21. August 1950 in Friedrichshafen) ist ein deutscher Politiker (SPD). Von 1988 bis 2011 war er Abgeordneter im Landtag von Baden-Württemberg.

## Leben und Beruf
Nach dem Abitur in Friedrichshafen 1970 studierte Norbert Zeller Sonderpädagogik an den Pädagogischen Hochschulen Weingarten und Reutlingen. Danach war er als Sonderschullehrer in Friedrichshafen tätig. 
Bis Februar 2015 war Zeller Leiter der Stabsstelle Gemeinschaftsschule, Schulmodelle, Inklusion beim Ministerium für Kultus, Jugend und Sport Baden-Württemberg.
Zeller ist verheiratet und hat zwei Kinder.

## Politik
1979 wurde Zeller in den Kreistag des Bodenseekreises gewählt. Seit 2004 ist er dort auch Vorsitzender der SPD-Fraktion. Von 1980 bis 1994 war er im Gemeinderat von Friedrichshafen. Zudem ist er Mitglied der Verbandsversammlung des Regionalverbands Bodensee-Oberschwaben und Vorsitzender der SPD-Fraktion. 1988 wurde Zeller in den Landtag von Baden-Württemberg gewählt. Er vertrat dort den Wahlkreis 67 (Bodensee) und war Vorsitzender des Ausschusses für Schule, Jugend und Sport. Bei der Landtagswahl 2011 verlor er sein Zweitmandat und schied zum Ende der Legislaturperiode aus dem Landtag aus.